# 术儿彻
术儿彻（?—?），成吉思汗第八子，母亲乃蛮女（可能是古儿别速）。 
术儿彻早早夭折，没有像阔列坚乃至金帐汗国的始祖术赤、察合台汗国的创始人察合台、元太宗窝阔台、元睿宗拖雷，成为一方霸主。 

## 资料来源
- 《新元史》